# Gornja Bijenja
Gornja Bijenja (en serbe cyrillique : Горња Бијења) est un village de Bosnie-Herzégovine. Il est situé dans la municipalité de Nevesinje et dans la république serbe de Bosnie. Selon les premiers résultats du recensement bosnien de 2013, il compte 64 habitants.

## Démographie

### Évolution historique de la population dans la localité
| 1948 | 1953 | 1961 | 1971 | 1981 | 1991 | 2013 |
| ---- | ---- | ---- | ---- | ---- | ---- | ---- |
| -    | -    | 194  | 235  | 208  | 160, | 64   |

|  |

### Répartition de la population par nationalités (1991)
En 1991, les 160 habitants du village étaient tous Musulmans (Bosniaques).

### Communauté locale
En 1991, Gornja Bijenja faisait partie de la communauté locale de Bijenja qui comptait 726 habitants, répartis de la manière suivante :